# Jettenbach (Baviera)
Jettenbach è un comune tedesco di 742 abitanti, situato nel land della Baviera.